# Paul Thierfelder

Paul Thierfelder (ca. 1913)

Paul Thierfelder (* 17. August 1884 in Auerbach (Erzgebirge); † 24. September 1917; vollständiger Name Paul Richard Thierfelder) war ein deutscher Architekt und Erfinder.

## Leben
Geboren wurde Paul Thierfelder am 17. August 1884 als Sohn des Gutsbesitzers Ernst Thierfelder und seiner Frau Minna geborene Viertel in Auerbach, wo er auch seine Kindheit verbrachte. Nach erfolgreichem Abschluss der Volksschule begann er eine Lehre als Zimmermann. Wo er diese absolvierte, ist nicht bekannt. Ab Februar 1901 folgte eine Ausbildung an der Handwerkerschule in Chemnitz. Es ist zu vermuten, dass er dort eine Ausbildung zum Baumeister erhielt. Nach dieser Zeit ließ er sich von dem Architekten Kühn ausbilden. Im September 1906 legt er eine theoretische Prüfung in Schwerin ab, woraufhin er nach Chemnitz ging, um eine Stelle bei dem Baumeister Kurt Heinsius anzutreten.
1907 kehrte Paul Thierfelder in seinen Geburtsort Auerbach zurück und nahm in der Strumpfwarenfabrik von August Robert Wieland eine Stelle als technischer Leiter an. Dies war ein ungewöhnlicher Schritt, da er bis dato keinerlei Erfahrung in der Strumpfindustrie hatte. In den folgenden Jahren entwarf Thierfelder viele Bauten für Wieland, darunter Fabrikationsgebäude und eine Villa. Am 19. Mai 1912 heiratete er Rosa Wieland, die Tochter seines Chefs. Im selben Jahr beteiligte sich Thierfelder erfolgreich an einer Ausschreibung des Auerbacher Gemeinderates zum Neubau eines Rathauses. Für diesen Ort konzipierte er ebenso eine Turnhalle und eine Schule. Letzteres Projekt wurde jedoch infolge des Ersten Weltkriegs nicht ausgeführt.
Zu Bekanntheit gelangte Thierfelder als Miterfinder des sogenannten ganzen Strumpfs. Er hatte dafür Wirkmaschinen konstruiert, mit denen Strümpfe vom Doppelrand bis zur Spitze gearbeitet werden konnten. Dadurch wurde die sogenannte Fußmaschine mit einem Arbeiter und zwei Aufstoßern entbehrlich, was eine große wirtschaftliche Einsparung darstellte. Das Patent wurde als „Verfahren zur Herstellung eines gewirkten regulären Strumpfes“ am 12. Februar 1914 unter der Nummer 293168 erteilt. Es fand in Fachkreisen breite Anerkennung und wurde als „Wieland-Ferse“ oder „W-Ferse“ weltbekannt. Das Kaiserliche Patentamt in Berlin war an dieser Erfindung so interessiert, dass ein hoher Beamter im Juni 1914 in Auerbach weilte, um sich in der Firma von Wieland über den Stand der Technik auf dem Gebiet der Wirkwaren unterrichten zu lassen.
Neben der Entwicklung einiger anderer Patente entwarf Thierfelder eine Vielzahl an Geschmacksmustern für Strümpfe, mit denen das Unternehmen besondere Absatzerfolge verbuchen konnte. Er schuf die Grundlage für den Aufstieg von Wieland (ARWA) zu einem führenden Unternehmen der Branche.

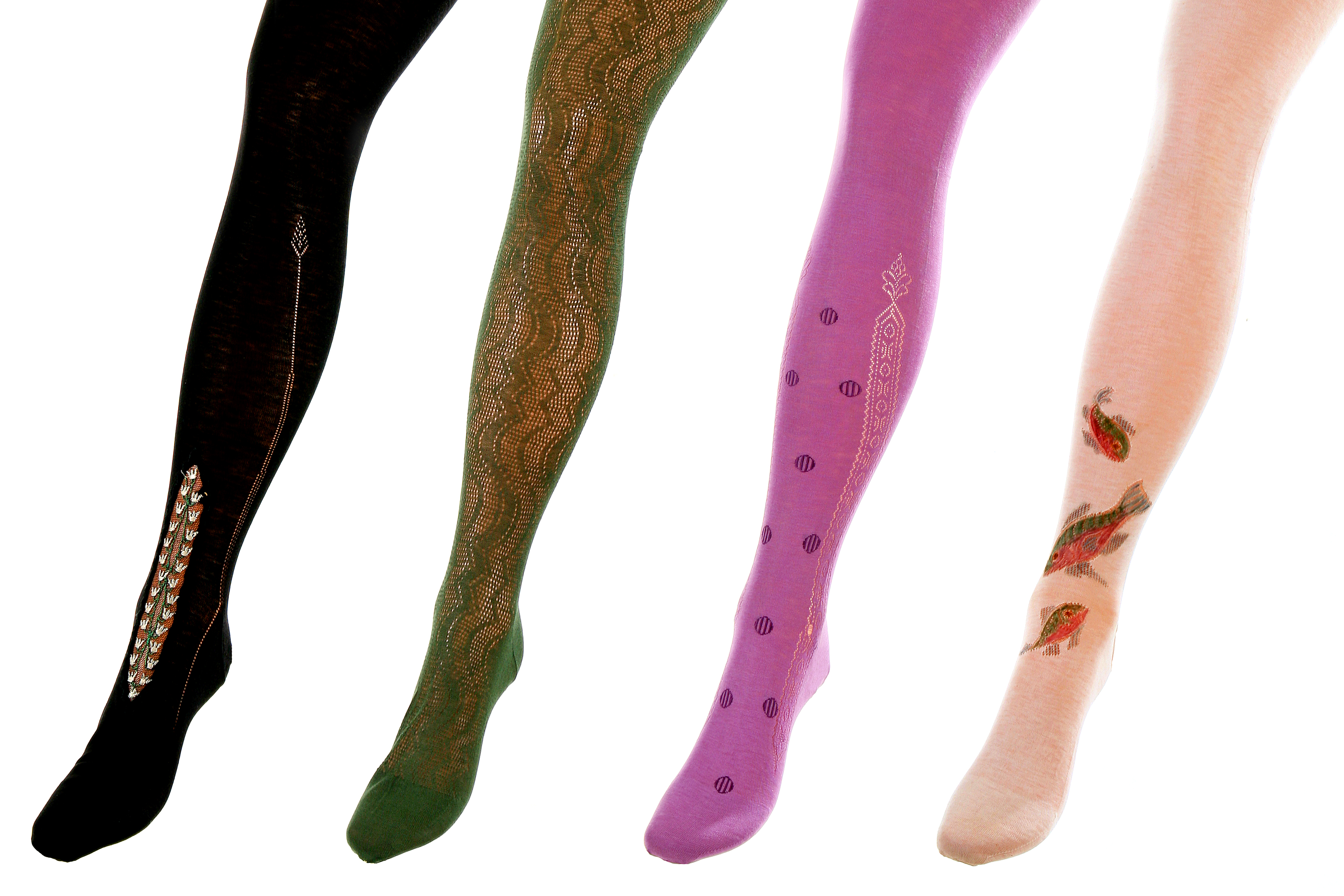
Petinet- und Jaquardstrümpfe der Firma A. Robert Wieland aus den Jahren 1907–1910, Entwurf u. a. durch Paul Thierfelder

1914 wurde Paul Thierfelder zum Kriegsdienst einberufen. In den ersten Kriegsjahren war er an der Westfront als Jägeroffizier und ab Oktober 1916 als Fliegerbeobachtungsoffizier auf dem Balkan eingesetzt. Am 20. September 1917 wurde er im Luftkampf verwundet. Infolge der zugezogenen Verletzungen verstarb er am 24. September 1917 und wurde in Resna (Mazedonien) beigesetzt. Nach Überführung des Leichnams nach Auerbach wurde er dort am 7. Mai 1918 in der Gruft der Familie Wieland erneut beigesetzt.

## Auszeichnungen
Thierfelder erhielt verschiedene militärische Auszeichnungen: Er war Ritter des Eisernen Kreuzes beider Klassen, des Beobachterabzeichens, des Eisernen Halbmonds, des Ritterkreuzes II. Klasse des Zivilverdienstordens mit Schwertern sowie des Ritterkreuzes II. Klasse des Albrechts-Ordens mit Schwertern.
Der Segelflugzeugverein in Auerbach benannte ein Segelflugzeug nach ihm.
Nach Thierfelders Tod gründete sein Schwiegervater eine Stiftung mit dem Namen „Paul Thierfelder- und Georg Oehme-Stiftung“. In der baden-württembergischen Stadt Gaildorf, in die Thierfelders Sohn Hans Thierfelder nach dem Zweiten Weltkrieg übersiedelte, wurde eine Straße nach ihm benannt.